# Ambroise-Nicolas Cousinet

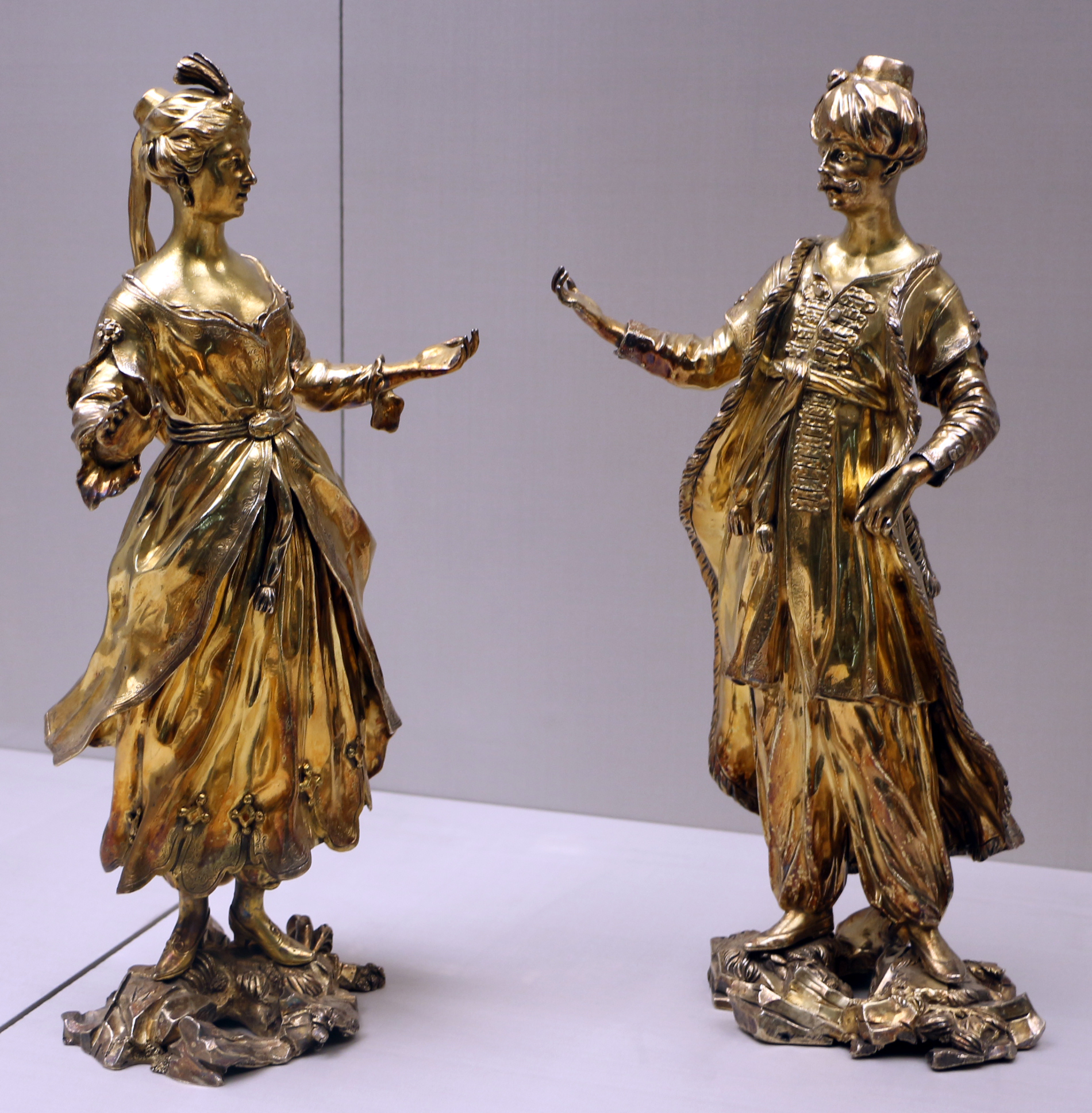
Ambroise-Nicolas Cousinet, statuette per la tavola imbandita, argento dorato, 1757-58

Ambroise-Nicolas Cousinet (Parigi, 1710 – Parigi, 1788) è stato un orafo e scultore francese.

## Biografia
Ambroise-Nicolas Cousinet apparteneva ad una famiglia di argentieri e orafi francesi.
Suo zio Jean-François (attivo 1686-circa 1711) visse a Stoccolma fino al 1711 e realizzò una grande conchiglia d'argento sostenuta da putti. Nicolas-Ambroise, suo padre, divenne maestro orafo a Parigi nel 1696 e nel 1703 andò a Versailles. Per Daniel Crönstrom, ambasciatore svedese in Francia, Nicolas-Ambroise fece disegni di argenteria per la tavola, ora conservati al Nationalmuseum di Stoccolma. Una sua teiera (1699-1700) si trova ora a New York, al Metropolitan Museum.
Nicolas-Ambroise ebbe due figli: Henri-Nicolas (attivo da 1724 al 1768) che lavorò per la regina Maria Leszczyńska e Ambroise-Nicolas Cousinet che diventò maestro orafo nel 1745 ed è il più noto della famiglia. Le sue opere più celebri sono le sedici statuette di argento con lumeggiature in oro, conservate oggi a Lisbona ed eseguite fra il 1757 e il 1758 per José de Mascarenhas da Silva, duca di Aveiro (1708–1759). Le statuette rappresentano otto coppie danzanti, abbigliate in ricchi costumi di otto differenti nazioni. Si tratta dell'unico set di sculture in argento, realizzate da un orafo francese per decorare la tavola imbandita. I disegni sono opera del fratello Henri-Nicolas.
Ambroise-Nicolas realizzò anche il fonte battesimale della cappella reale del castello di Drottningholm. Un bricco e una cioccolatiera in argento, opera di Ambroise-Nicolas Cousinet, sono oggi al Louvre.